# علي محمد زيد
علي محمد زيد سفير وكاتب ومترجم يمني يعيش حاليا في باريس. كان مندوب اليمن في اليونسكو من 1990 إلى 2000 ونشرت له ثلاث روايات منها اثنتان تاريخيتان وترجمت أعماله إلى الفرنسية والإنكليزية. تم نشر أعمال المؤلف في مجلة بانيبال.

## أعماله
الترجمة من اللغتين الإنجليزية والفرنسية إلى اللغة العربية.:
1ـ طب النفوس، لـ(جان لامبير).
2ـ فن الغناء الصنعاني، لـ(جان لامبير).
3ـ الملكة المغدورة، رواية للأديب اليمني (حبيب عبد الرب سروري)
4ـ توحيد اليمن القديم، للدكتور (محمد عبد القادر بافقيه)
5ـ اليمن المعاصر، كتاب جمع أوراق ندوة (هامبورج) العلمية التي عقدت عن اليمن عام 1417هـ/ 1997م.
6ـ الدولة والقبائل في تاريخ اليمن المعاصر، للكاتب (بول دريش)
7ـ فن الزخرفة الخشبية في صنعاء، للكاتب (بول بونانفان)
8ـ المخلاف السليماني للكاتب (ميشيل توشرر)
مؤلفات
1ـ معتزلة اليمن، صدر في مدينة بيروت عام 1401هـ/ 1981م.
2ـ تيارات معتزلة اليمن في القرن السادس الهجري، صدر في مدينة بيروت عام 1419هـ/ 1997م.
3ـ زهرة البن، رواية صدرت في مدينة بيروت عام 1418هـ/ 1998م.
4ـ تحولات المكان، رواية. مؤسسة العفيف الثقافية، صنعاء، ٢٠٠٠.
- الثقافة الجمهورية في اليمن، مؤسسة أروقة للدراسات والترجمة والنشر، القاهرة، ٢٠٢٠.
- كوبنهاجن في بيتنا، رواية، مؤسسة أروقة للدراسات والترجمة والنشر، القاهرة، ٢٠٢٢.
- الفقاعة، رواية، مؤسسة أروقة للدراسات والترجمة والنشر، القاهرة، ٢٠٢٢.
كتب حققها وقدم لها:
- أحمد محمد نعمان، سيرة حياته الثقافية والسياسية، المركز الفرنسي للدراسات اليمنية في صنعاء، ٢٠٠٣.
- اليمن وعلاقاته الخارجية، أوراق ندوة أقامها المركز الفرنسي للدراسات اليمنية في صنعاء، ٢٠٠١.
تولى الدكتور علي محمد زيد عدد من المناصب أهمها:
- باحثًا في مركز الدراسات والبحوث اليمني، ثم مديرًا للبحث في نفس المركز، 1986-1988م
- باحثًا زائرًا في جامعة (ميتشجان) في الولايات المتحدة الأمريكية، ومحاضرًا في عدد من الجامعات الأمريكية، حتى 1990م
- تعين مديرًا تنفيذيًّا لمؤسسة (العفيف الثقافية) في مدينة صنعاء، وعضوًا في مجلس أمناء هذه المؤسسة، وعضوًا في هيئة تحرير الطبعة الأولى والثانية من كتاب: (الموسوعة اليمنية) الصادرة عن هذه المؤسسة،
- عمل في نفس الفترة نائبًا لمندوب اليمن الدائم في منظمة الأمم المتحدة للتربية والثقافة والعلوم (اليونسكو)
- في العام 1995م عضوًا في المجلس التنفيذي لمنظمة (اليونسكو)،
- في العام 2000م محاضرًا في جامعة (نيويورك) في الولايات المتحدة الأمريكية، ثم رئيسًا لمركز البحث التطبيقي والترجمة في مدينة صنعاء،
- في عام 2002م تعين موظفًا دوليًّا في منظمة (اليونسكو).
```
==مصادر==
```

1. ↑   http://al-aalam.com/al-aalam/personinfo.asp?pid=16810. اطلع عليه بتاريخ 2017-10-09. {{استشهاد ويب}}: |url= بحاجة لعنوان (مساعدة) والوسيط |title= غير موجود أو فارغ (من ويكي بيانات) (مساعدة)
2. ↑  Profile in Banipal magazine نسخة محفوظة 22 مارس 2016 على موقع واي باك مشين.
3. 1 2  "16810". www.al-aalam.com. مؤرشف من الأصل في 2016-08-12. اطلع عليه بتاريخ 2017-02-10.